# Senhorim
Senhorim is een plaats (freguesia) in de Portugese gemeente Nelas en telt 1453 inwoners (2001).